# Halisaurus
Genre
Halisaurus est un genre éteint de « reptiles » marins squamates de la famille des Mosasauridae et de la sous-famille des Halisaurinae. Il vivait à la fin du Crétacé supérieur il y a environ entre −75 et −66 Ma (millions d'années). 

## Description
Halisaurus est un petit membre de sa famille car il ne mesurait que 3 mètres de long et pesait 40 kilos, c'est un petit mosasaure mais un redoutable chasseur : il possède des mâchoires très puissantes armées de dents tranchantes servant à tuer ses victimes. Sa puissante queue lui permettait de nager vite.